# Beau soir (Debussy)
"Beau soir" (Frans voor "Mooie avond") is een Frans lied gecomponeerd door Claude Debussy. Het is een zetting van een gedicht van Paul Bourget. Men dacht dat Debussy het lied omstreeks 1883 schreef. Voortschrijdend inzicht in 2003 heeft het compositiejaar bepaald op 1890/1891, vandaar een flinke wijziging in de catalogus van François Lesure (L-nummer).

## Tekst
Lorsque au soleil couchant les rivières sont roses 

Et qu'un tiède frisson court sur les champs de blé, 

Un conseil d'être heureux semble sortir des choses 

Et monter vers le coeur troublé.
Un conseil de goûter le charme d'être au monde 

Cependant qu'on est jeune et que le soir est beau, 

Car nous nous en allons, comme s'en va cette onde: 

Elle à la mer, nous au tombeau.

## Uitvoeringen en opnamen
"Beau soir" werd opgenomen door onder anderen Barbra Streisand (album Classical Barbra), Maggie Teyte, Jean Stilwell, Véronique Gens, Giuseppe De Luca, Dietrich Fischer-Dieskau, Renée Fleming en Jessye Norman (album An Evening With Jessye Norman). Het werk werd verder bewerkt voor diverse instrumenten, waaronder viool en piano (Jascha Heifetz, Janine Jansen (album Beau soir, Midori Gotō) en cello en piano (Julian Lloyd Webber). Er bestaat ook een versie uit 1979 voor gemengd koor met piano van Richard Gard.
Het stuk is in de vorm van een opvoering met Gustav Klimt-achtig decor gebruikt in de tv-film "The Master Blackmailer", in de serie "The Case-Book of Sherlock Holmes", met Jeremy Brett als Sherlock Holmes (1991).